# Anthidium nigerrimum
Anthidium nigerrimum là một loài Hymenoptera trong họ Megachilidae. Loài này được Schrottky mô tả khoa học năm 1910.